# Robert Sara
Robert Sara (Oberlainsitz, 9 giugno 1946) è un allenatore di calcio ed ex calciatore austriaco, di ruolo difensore.
Recordman delle presenze nella Fußball-Bundesliga con 581 presenze.

## Statistiche

### Record
- Calciatore con il maggior numero di presenze nel campionato austriaco (583).[2]

## Palmarès

### Club

#### Competizioni nazionali
- Campionato austriaco: 8

Austria Vienna: 1968-1969, 1969-1970, 1975-1976, 1977-1978, 1978-1979, 1979-1980, 1980-1981, 1983-1984
- ÖFB-Cup: 6

Austria Vienna: 1966-1967, 1970-1971, 1973-1974, 1976-1977, 1979-1980, 1981-1982